# Lycosella annulata
Lycosella annulata är en spindelart som beskrevs av Simon 1900. Lycosella annulata ingår i släktet Lycosella och familjen vargspindlar. Inga underarter finns listade i Catalogue of Life.